# تثبیت (بافت‌شناسی)

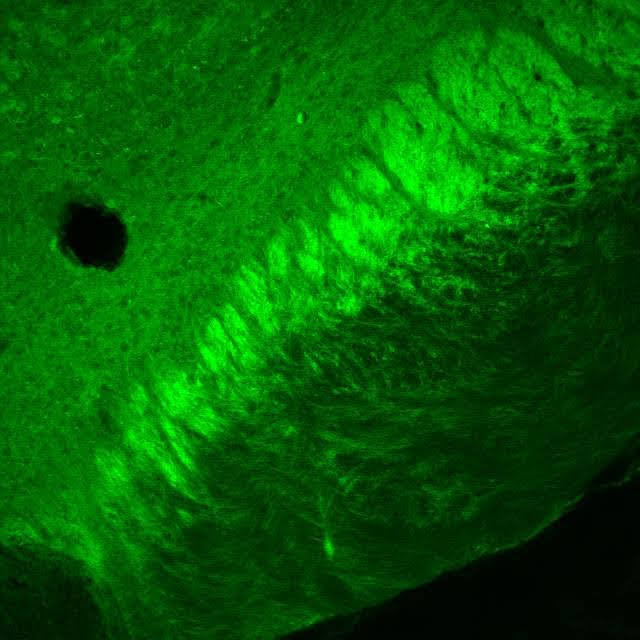
تصویر، بافت مغز موش را نشان می‌دهد که از طریق پرفیوژن تثبیت شده، با استفاده از ایمونوهیستوشیمی رنگ‌آمیزی شده و با میکروسکوپ کانفوکال تصویربرداری شده است.

تثبیت یک قدم مهم در آماده‌سازی مقاطع بافتی در رشته‌های بافت شناسی، آسیب‌شناسی بافتی و زیست‌شناسی سلولی است که توسط آن بافت‌های زیستی از فروپاشی حفظ شده و از اتولیز یا فساد نمونه جلوگیری می‌شود. ساختار بافت توسط اشکال و اندازهٔ ماکرومولکول‌های داخل و اطراف سلول تعیین می‌شود. ماکرومولکول‌های اصلی داخل یک سلول، پروتئین‌ها و اسیدهای نوکلئیک هستند. تثبیت، واکنش‌های بیوشیمیایی در حال انجام را خاتمه داده و مقاومت مکانیکی یا ثبات بافت مورد بررسی را افزایش می‌دهد. هدف اصلی تثبیت بافت، حفظ سلول‌ها و اجزای بافت است به صورتی که تهیه برش‌های نازک و رنگ آمیزی آن‌ها امکان‌پذیر باشد.

## فرایند
تثبیت معمولاْ مرحله اول یک فرایند چند مرحله‌ای به منظور آماده‌سازی یک نمونه از مواد زیستی برای آنالیزهای میکروسکوپی است؛ بنابراین، انتخاب تثبیت کننده و پروتکل تثبیت ممکن است به دیگر مراحل پردازش و تجزیه و تحلیل نهایی بستگی داشته باشد.
به عنوان مثال، در روش ایمونوهیستوشیمی از آنتی بادی‌ها استفاده می‌شود تا به یک هدف پروتئینی خاص متصل شوند. تثبیت طولانی مدت، می‌تواند نواحی هدف را به صورت شیمیایی پوشانده و از اتصال آنتی بادی به آن‌ها جلوگیری کند. در این موارد به‌طور معمول، از روش تثبیت سریع با استفاده از فرمالین سرد به مدت حدود ۲۴ ساعت استفاده می‌شود.
متانول ۱۰۰٪ نیز می‌تواند برای تثبیت سریع استفاده شود. زمان تثبیت بسته به نوع بافت و مواد زیستی متفاوت است. به عنوان مثال، سلول سرطان پستان MDA-MB 231 انسانی می‌تواند تنها در ۳ دقیقه با متانول سرد (منفی ۲۰ درجه سانتیگراد) تثبیت شود.

## انواع
به‌طور کلی بسته به نوع نمونهٔ اولیه سه نوع فرایند تثبیت وجود دارد:
- تثبیت حرارتی: پس از خشک شدن اسمیر روی اسلاید در دمای اتاق، اسلاید چندین بار از روی شعله چراغ بنزن عبور داده می‌شود تا ارگانیسم با حرارت کشته شود و به اسلاید بچسبد. این روش به‌طور معمول برای تثبیت باکتری‌ها و آرکی‌ها استفاده می‌شود. تثبیت حرارتی عموماْ مورفولوژی کلی و نه ساختارهای داخلی را حفظ می‌کند. حرارت، آنزیم‌های پروتئولیتیک را دناتوره و از اتولیز جلوگیری می‌کند. تثبیت حرارتی نمی‌تواند برای رنگ آمیزی کپسول باکتری مورد استفاده قرار گیرد زیرا کپسول (گلیکوکالیکس) را کوچک کرده یا از بین می‌برد و کپسول پس از رنگ آمیزی قابل رویت نخواهد بود.
- غوطه وری: در این روش، نمونه بافتی در محلول تثبیت، با حجمی حداقل ۲۰ برابر بیشتر از حجم بافت غوطه ور می‌شود تا تثبیت شود. تثبیت کننده باید درون بافت نفوذ کند تا آن را تثبیت کند، بنابراین اندازه و تراکم بافت و همچنین نوع تثبیت کننده باید در نظر گرفته شود. این یک تکنیک رایج برای کاربردهای سلولی است. استفاده از یک نمونه بزرگتر به معنی زمان بیشتر برای رسیدن تثبیت کننده به قسمت‌های عمیق‌تر بافت است.
- تزریق وریدی: در این روش، تثبیت از طریق جریان خون است. تثبیت کننده با حجمی مطابق با حجم برون ده قلبی به درون قلب تزریق می‌شود. تثبیت کننده در تمام بدن پخش می‌شود و بافت تا زمانی که تثبیت شود نمی‌میرد. مزیت این روش حفظ کامل مورفولوژی است، اما معایب آن مرگ جاندار و هزینه بالای آن (به دلیل حجم تثبیت کننده مورد نیاز برای موجودات بزرگتر) است.

در هر دو فرایند تثبیت از نوع غوطه وری و نفوذپذیری، تثبیت کننده‌های شیمیایی استفاده می‌شوند تا در حد امکان، حالت بافت (هم شیمیایی و هم ساختاری)، مشابه به بافت زنده باقی بماند.

## عوامل مؤثر بر تثبیت
عوامل مؤثر بر تثبیت شامل pH و اسمولاریته محیط است. حجم نمونه، حجم تثبیت کننده، درجه حرارت و مدت زمان تثبیت کردن نیز از عوامل مؤثر بر تثبیت می‌باشند.
| اهداف            | تثبیت کننده‌های قابل استفاده                      | تثبیت کننده‌های غیرقابل استفاده          |
| ---------------- | ------------------------------------------------ | --------------------------------------- |
| پروتئین‌ها        | بافر خنثی فرمالین، پارافرمالدئید                 | تترااکسید اسمیوم                        |
| آنزیم‌ها          | برش‌های منجمد شده                                 | تثبیت کننده‌های شیمیایی                  |
| لیپیدها          | برش‌های منجمد شده*، گلوتوآلدئید، تترااکسید اسمیوم | تثبیت کننده‌های الکلی، بافر خنثی فرمالین |
| اسیدهای نوکلئیک  | تثبیت کننده‌های الکلی، HOPE                       | تثبیت کننده‌های آلدئیدی                  |
| موکوپلی‌ساکاریدها | برشهای منجمد شده                                 | تثبیت کننده‌های شیمیایی                  |
| آمین‌های بیوژنیک  | محلول‌های بوین، بافر خنثی فرمالین                 |                                         |
| گلیکوژن          | تثبیت کننده‌هایی با پایهٔ الکلی                    | تترااکسید اسمیوم                        |

برش‌های منجمد با وجود مورفولوژی ضعیف، آران‌ای و لیپیدها را حفظ می‌کنند. در مقابل، برش‌های پارافین (مترادف با تثبیت کننده‌های شیمیایی در جدول)، RNA را از بین می‌برند و برخی از آنتی ژن‌ها را تحت تأثیر قرار می‌دهند اما مورفولوژی خوبی دارند.